# احمد پارسا
احمد پارسا (۲۰ تیر ۱۲۸۶ تفرش–۲ خرداد ۱۳۷۶ کالیفرنیا) پدر دانش گیاه‌شناسی نوین ایران، نخستین استاد گیاه‌شناسی دانشگاه تهران و نخستین ایرانی بود که به‌صورت علمی بر فلور ایران (رستنی‌های ایران) پژوهش کرد. وی بنیان‌گذار موزه علوم طبیعی ایران است و بزرگ‌ترین اثر او تألیف کتاب فرانسوی فلور مستقل ایران با نام فلور دولیران به زبان فرانسه می‌باشد.

## زندگی‌نامه
او در تراران تفرش دیده به جهان گشود. تحصیلات ابتدایی خود را در دبستان هدایت تهران و دوره اول دبیرستان را در مدرسه آلیانس به پایان رساند. پس از اتمام دوره دوم متوسطه در دارالمعلمین متوسطه به تحصیل علوم طبیعی در دارالمعلمین عالی تهران و پس از آن دانشگاه رن و پوآتیه فرانسه پرداخت. پس از دریافت دریافت دکترای گیاه‌شناسی از فرانسه به ایران بازگشت. پارسا در ۱۳۱۴ خورشیدی ابتدا در سمت دانشیار علوم طبیعی و پس از آن در مقام استاد گیاه‌شناسی دانشکده علوم دانشسرای عالی استخدام شد و در نخستین مرحله پژوهشی خود به جمع‌آوری نمونه‌های گیاهی تفرش پرداخت و پس از آن به همراه بعضی از شاگردانش نمونه‌های دیگر نقاط ایران را گردآوری کرد.
مهم‌ترین کار پارسا تأسیس «موزه علوم طبیعی ایران» و برجسته‌ترین اثرش تألیف کتاب فلور مستقل ایران با نام «فلور دو لیران» به زبان فرانسه‌است که در فاصله سال‌های ۱۳۲۱ تا ۱۳۲۹ خورشیدی به همت وزارت فرهنگ آن زمان منتشر شد. او در بررسی‌های خود در خارج و داخل کشور توانست ترادف گیاه‌شناختی بسیاری از گونه‌های گیاهی را نشان دهد و از تکرار آن جلوگیری کند. تا پیش از او نمونه‌های گیاهی ایران را گیاه‌شناسان و پژوهشگران اروپایی در مدت حدود دو قرن و نیم از نواحی مختلف گرد آورده و بدون توجه به کارهای دیگران، مستقلاً بررسی و نام‌گذاری کرده بودند و به همین دلیل نام‌های علمی مترادف بسیاری در نوشته‌های گیاه‌شناختی اروپاییان وجود داشت که گمراه‌کننده بود و پارسا به این موضوع سامان بخشید.
قدرت‌الله پارسا از خویشاوندان و نزدیکان احمد پارسا می‌گوید: «خوب به یاد دارم در سال ۱۳۲۷ که من دورهٔ دبیرستان را می‌گذراندم، تابستان‌ها ایشان به تفرش می‌آمد و در باغ مسکونی تابستانی سرگرم نمونه‌برداری و تحقیق از گیاهان کوه‌های تفرش می‌شد و روزانه بیش از ۱۰ ساعت به نوشتن کتاب‌های گیاه‌شناسی می‌پرداخت و مرتباً نوشته‌های آماده شده را جهت چاپ کتاب‌های فلور ایران که به زبان فرانسه می‌نوشت، به تهران و وزارت فرهنگ آن زمان می‌فرستاد».
پارسا بیش از شصت سال از عمر خود را به تحقیق و تفحص دربارهٔ طبیعت ایران پرداخت و در سال ۱۳۷۶ در سن نود سالگی در کالیفرنیا درگذشت.
از احمد پارسا پنج فرزند به نامهای ویدا، کوروس، فلورا، سیروس و داریوش پارسا به جای مانده که همگی پزشک هستند. مرکز مطالعات خلیج فارس در سال ۱۳۹۸ با نامه نگاری به شورای شهر تهران و پیگیری اداری خواستار نامگذاری بلواری در شهر تهران به نام ایشان شده‌است.

## موزه علوم طبیعی ایران
پارسا در سال ۱۳۲۴ خورشیدی موزه علوم طبیعی را با بودجه وزارت فرهنگ وقت، که تأمین‌کننده بودجه دانشگاه تهران نیز محسوب می‌شد، در قسمتی از ساختمان بزرگ دبستان حکیم نظامی سابق (مقابل موزه ایران باستان) تأسیس کرد و گیاهان گردآوری شده را به منظور تأسیس «هربیه ملی» به آن موزه منتقل کرد و به این ترتیب «هرباریوم موزه علوم طبیعی ایران» را بنیان نهاد. در سال ۱۳۳۳ خورشیدی وزارت فرهنگ به سبب تفکیک بودجه‌اش از دانشگاه، بودجه این موزه را قطع کرد و درخواست تخلیه ساختمان را داد. هرباریوم و اشیای موزه به ناچار به ساختمان دانشکده علوم دانشگاه تهران منتقل شد. با مأموریت پارسا در سال ۱۳۳۵ به آمریکا، سرپرستی موزه به علی زرگری واگذار شد. در همان سال با تأسیس «مؤسسه مطالعات مناطق خشک» در دانشگاه تهران، گیاهان این موزه به این مؤسسه منتقل شد که در نهایت تاسف از آن سنگها و فسیل‌ها دیگر اطلاعی در دست نیست و به این ترتیب «هرباریوم موزه علوم طبیعی» از میان رفت. زرگری مسئولیت هرباریوم مؤسسه مطالعات مناطق خشک را تا سال ۱۳۴۰ به عهده داشت. با انحلال این مؤسسه، گیاهان هرباریوم آن به دانشسرای عالی منتقل شد و پس از آن گل‌گلاب این نمونه‌ها را در سال ۱۳۴۱ به دانشکده داروسازی منتقل کرد.
پارسا در نامه‌ای که در دهم اردیبهشت ۱۳۷۳ به احمد قهرمان نوشته بود، تاسف خود را از تعطیلی موزه تاریخ طبیعی چنین آورده‌است: «... من از سرنوشت موزه تاریخ طبیعی خودم بسیار ناراحتم. آن کلکسیون معظم زمین‌شناسی (فسیل و سنگ) و جانورشناسی و گیاه‌شناسی چه شد؟ من از هر گونه گیاهان ایرانی یکی یا چند تا داشتم که در «کپو» به دقت نام‌گذاری کرده بودم. گویا سرنوشت همه کلکسیون‌ها را به دست و عهده چند نفر بی‌اطلاع و مغرض داده بودند.»

## فلور مستقل ایران
احمد پارسا در فاصله سال‌های ۱۳۲۱ تا ۱۳۲۹ شمسی نخستین فلور مستقل ایران را با نام فلور «دولیران» را در ۵ جلد و بیش از ۷۰۰۰ صفحه به زبان فرانسه تألیف کرد که این کتاب از سوی وزارت فرهنگ آن زمان منتشر شد.
کار تألیف این کتاب با امکانات آن زمان، کاری بسیار سخت بود و در حالی انجام شد که بسیاری از فلورهای کشور ما را خارجی‌ها می‌نوشتند. حتی پیش از آن نیز اتریشی‌ها و آلمانی‌ها فلور ایران را جمع‌آوری می‌کردند. به این صورت که گونه‌های گیاهی ایران از طریق تاجران اروپایی به این کشورها منتقل می‌شد و از موزه‌های این کشورها سر درمی‌آورد. وی زمانی به تنهایی به این کار پرداخت که نه در دانشگاه تهران که تنها دانشگاه تازه تأسیس آن زمان بود و نه در هیچ جای ایران، هرباریوم، کتابخانه تخصصی، امکانات پژوهشی و متخصصین کارآزموده برای این کار وجود نداشت. پارسا به ناچار برای انجام تحقیقات خود از منابع گیاه‌شناختی خارجی به ویژه «فلورا ارینتالیس بواسیه» و نوشته‌های دانشمندان و جهانگردان اروپایی بهره گرفت و نه تنها به مطالعه و تحقیق منابع خارجی پرداخت، بلکه به شروع گردآوری نمونه‌های جدید فلور ایران کرد و برای انجام این کار، تمامی گیاهان ایران را جمع‌آوری و کد گذاری کرد. او نخستین مرحله پژوهشی خود را پس از اخذ دکترای گیاه‌شناسی و بازگشت به ایران به جمع‌آوری نمونه‌های گیاهی زادگاهش تفرش اختصاص داد و پس از آن نمونه‌های دیگر نقاط ایران را نیز جمع‌آوری کرد. او به مطالعه و تحقیق منابع خارجی اکتفا نکرد بلکه به تنهایی و پس از مدتی با کمک دانشجویان و همکاران ایرانی خود، به گردآوری نمونه‌های جدیدی از فلور ایران پرداخت.
از آنجا که گیاه‌شناسان و پژوهشگران اروپایی، نمونه‌های گیاهان ایران را در مدت حدود دو قرن و نیم از نواحی مختلف گرد آورده و بی‌توجه به کارهای دیگران، نامگذاری کرده بودند، نام‌های علمی مترادف بسیاری در نوشته‌های گیاه‌شناختی اروپاییان بود. او در بررسی‌های خود ترادف گیاه‌شناختی بسیاری از گونه‌های گیاهی را نشان داد و توانست از تکرار آن، جلوگیری کند.
وی پس از این به بررسی فلور کشورهای دیگر پرداخت و سپس نمونه‌های منحصر به فردی از فلور ایران را ضمن تحقیقات خود، بررسی کرد که بعدها در چند جلد متمم فلور مذکور شدند. پارسا در اواخر عمر خود در فلور گیاهی ایران تجدید نظر کرد و سپس نسخه جدیدی از آن را با کمک یکی از شاگردانش به نام زین‌العابدین ملکی تهیه و ترجمه کرد که چاپ آن در ۱۱ جلد پیش‌بینی شده‌است.

## آثار
فهرست تألیفات و تحقیقات پارسا به نقل از کتاب فهرستگان کشاورزی ایران:
1. Flord de L'Iran, par Ahmad Parsa, Tehran, Ministere del'education Musإe d'Htistoire Naturelle de Tehran 1943- 1980, 10 volumes.
2. Flora of Iran, by Ahmad Parsa, Tehran, Ministry of Science and high Education of Iran, 1978, 3 volumes.
3. فلور ایران، دانشگاه تهران، جلد ۱، ۱۳۴۵ خورشیدی، ۲۴۵ صفحه
4. فلور ایران، دانشگاه تهران، جلد ۲، ۱۳۴۵ خورشیدی
5. گزارش مطالعات و بررسی‌های جامعه عشایری فارس: کمبودها، نیازها، سیاست‌ها و خط مشی‌ها، ۶۹ صفحه، جلد ۱ و ۲
6. گیاهان شمال ایران: شامل رویش‌های صنعتی، کشاورزی، پزشکی و غیره…، تهران، وزارت فرهنگ، ۱۳۱۸، جلد ۱ و ۲
7. نباتات ایران، دانشگاه تهران، جلد ج ۷، ۱۳۳۷ خورشیدی، ۳۳۵ صفحه
8. اندام‌شناسی گیاهان، دانشگاه تهران، ۱۳۳۱ خورشیدی، سربی، وزیری، ۴۶۰+۱۶۵ صفحه (نشریه ۱۵۱ دانشگاه تهران)
9. تاریخ طبیعی: (برای مدارس متوسطه)، حسین گل‌گلاب، به مشارکت احمد پارسا، جلد ۱ (گیاه‌شناسی دوره اول متوسطه) تهران ۱۳۱۳، سربی، رقعی، ۱۰۴ صفحه
10. تیره‌شناسی، تهران، جلد ۱، سربی، وزیری، (نشریه شماره ۲۵۵ و ۲۸۱ دانشگاه تهران)
11. تیره‌شناسی، تهران، جلد ۲، ۱۳۳۴، سربی، وزیری، ۲۴۸ صفحه (نشریه ۲۷۳ دانشگاه تهران؛ مشار، جلد ۱، صفحه ۴۴)
12. در دائرةالمعارف دانش بشر (صفحه ۲۵۷) به کتاب دیگری از او، با عنوان دارونامه اشاره شده‌است.

وی همچنین مقالات بسیاری در مورد فلور ایران در مجلات بین‌المللی به خصوص در نشریه علمی گیاه‌شناسی کیو (چاپ لندن) منتشر کرده‌است.